# Port Chalmers

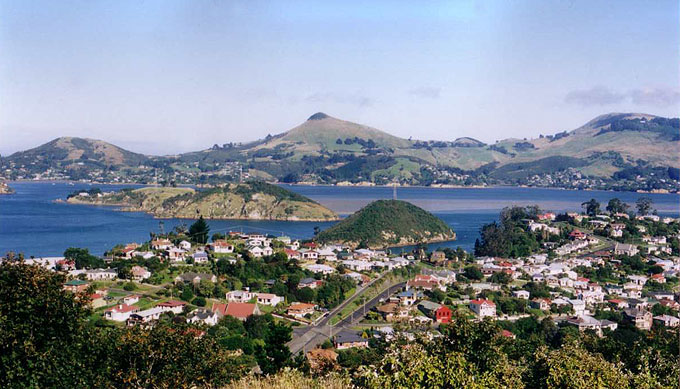
Vista do Port Chalmers e do Porto de Otago na península de Otago

Port Chalmers é um subúrbio e o principal porto da cidade de  Dunedin, Nova Zelândia, com uma população de 3 000. Port Chalmers fica a 10 km do interior do Porto de Otago, ceerca de 15 kilometres a nordeste do centro da cidade de Dunedin.
Este porto foi o último local visitado por Robert Falcon Scott antes de rumar para sul na sua última expedição à Antárctida, a Expedição Terra Nova. 

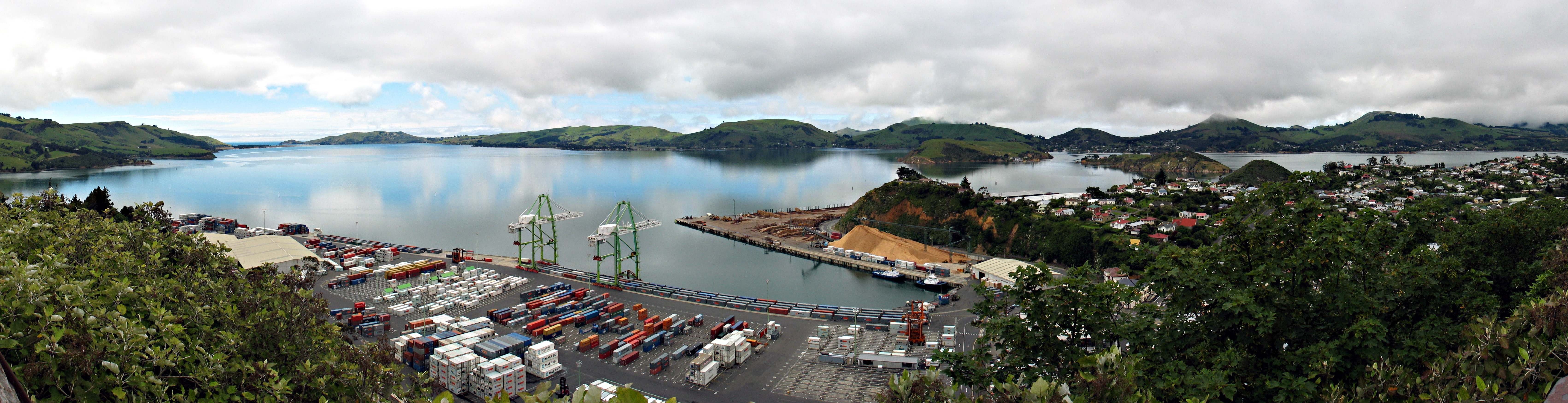
Vista panorâmica do Porto.